# بلودره
بلودره (به لاتین: Bolludərə) یک منطقه مسکونی در جمهوری آذربایجان است که در شهرستان شکی واقع شده است. بلودره ۴۱۲ نفر جمعیت دارد.